# Precis wintgensi
Precis wintgensi är en fjärilsart som beskrevs av Embrik Strand 1909. Precis wintgensi ingår i släktet Precis och familjen praktfjärilar. Inga underarter finns listade i Catalogue of Life.